# Xám
 #808080 
Màu xám, đôi khi còn được gọi là màu ghi (gray, bắt nguồn từ từ tiếng Pháp gris /ɡʁi/), là màu thông thường được nhìn thấy trong tự nhiên. Nó được tạo ra bằng cách trộn màu trắng và màu đen trong các tỷ lệ khác nhau. Phụ thuộc vào nguồn sáng, mắt người có thể cảm nhận màu sắc của một vật hoặc là màu xám hoặc màu khác.
Hai màu được gọi là các màu bù nếu màu xám được tạo ra khi ánh sáng của hai màu này tổ hợp với nhau. Các màu gốc thuộc tâm lý là:
- Đen và Trắng
- Xanh lam và Vàng
- Đỏ và Xanh lá cây

Các tập hợp khác của các màu bù bao gồm:
- Màu da cam và màu xanh nước biển
- Màu vàng chanh và màu tía

Màu xám là tự bù (trong ảo giác quang học thì màu sắc có thể bị chuyển sang màu bù của nó nếu nhìn lâu vào một vật).

## Sử dụng, biểu tượng, biểu hiện thông thường
- Màu xám đôi khi tượng trưng cho cuộc sống tẻ nhạt, chán ngắt, không có mục đích hay những người có cuộc sống khắc khổ.
- Chất tạo thành não người được nhắc tới như là có màu xám và được gọi là "chất xám", vì thế nó còn có nghĩa là những cái gì đó thuộc về trí thức. "Lý thuyết chỉ là màu xám..."
- Ở châu Âu và châu Mỹ, màu xám làm người ta liên tưởng tới mùa thu, thời tiết xấu và nỗi buồn.
- Màu xám được sử dụng để miêu tả chủ nghĩa công nghiệp, ngược lại với màu xanh lá cây để miêu tả chủ nghĩa môi trường.
- Tóc trở thành có màu xám khi người ta đứng tuổi, vì thế màu xám liên tưởng tới những người cao tuổi, và nó truyền cảm hứng cho việc đặt tên của tổ chức Gray Panthers ở Mỹ.
- Màu xám được sử dụng như màu của trang phục cho quân đội Liên minh miền Nam trong Nội chiến Hoa Kỳ, ngược lại với trang phục màu xanh lam của binh lính Liên bang miền Bắc Hoa Kỳ.

## Tọa độ màu
```
(Của màu mẫu)

Số Hex
 = #808080

RGB
 (r, g, b) = (128, 128, 128)

CMYK
 (c, m, y, k) = (0, 0, 0, 50)

HSV
 (h, s, v) = (0, 0, 50)
```

RGBCác giá trị màu xám trong thang độ màu xám là các phương án của bất đẳng thức:
{\displaystyle 0\leq (R=G=B)\leq 255}
CMYKCác giá trị màu xám trong thang độ màu xám là các phương án của bất đẳng thức:
{\displaystyle 0\leq K\leq 255} khi {\displaystyle C=M=Y=0\,}.
Trên lý thuyết, có thể đạt được thang độ màu xám với mực hoàn hảo khi:
{\displaystyle C=M=Y\,} và {\displaystyle K=0\,}
HSVCác giá trị màu xám trong thang độ màu xám là các phương án của bất đẳng thức:
{\displaystyle 0\leq V\leq 100} khi {\displaystyle H=S=0\,}.